# Dòng điện kích từ
Máy phát điện muốn phát ra điện được, ngoài việc phải có động cơ sơ cấp kéo, còn phải có dòng điện kích từ. Dòng điện kích từ là một dòng điện một chiều, được đưa vào rotor (Rô to) của máy phát để kích thích từ trường của rotor máy phát.
Hệ thống thiết bị tạo ra dòng điện một chiều này gọi chung là hệ thống kích từ máy phát. Dòng điện kích từ máy phát, ngoài việc tạo từ trường cho rotor, còn có thể dùng để điều chỉnh điện áp máy phát. Ngoài ra, dòng điện này còn điều chỉnh công suất vô công (công suất phản kháng) của máy phát khi máy phát nối vào lưới.
Để có thể thay đổi trị số của dòng điện kích từ nhằm đáp ứng được các yêu cầu trên, cần phải có một bộ phận điều khiển. Hệ thống mạch điện để điểu khiển dòng điện kích từ gọi là hệ thống điều khiển điện áp, hay còn gọi tắt là bộ điều áp

## Nguyên lý của hệ thống kích từ
Các nguyên lý của hệ thống kích từ máy phát được liệt kê dưới đây, tùy thuộc vào nguồn cấp điện dạng quay hay tĩnh, thể loại chỉnh lưu, và nguyên lý điều khiển.

### Hệ thống máy kích thích một chiều

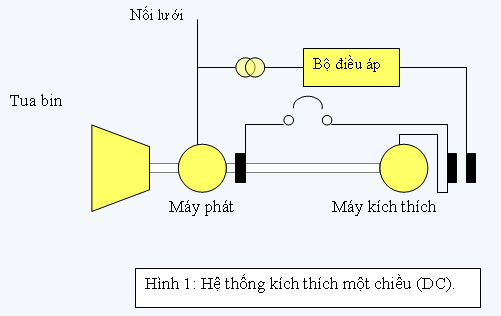

Đây là hệ thống kích từ sử dụng máy phát điện một chiều.
Dòng điện kích từ được điều khiển bằng cách thay đổi điện áp ra của máy kích thích một chiều.
Máy điện một chiều này được kéo trực tiếp cùng trục với hệ thống Tua bin – máy phát hoặc qua bộ giảm tốc đối với các máy có dung lượng nhỏ và trung bình.
Đối với các máy lớn hơn, sẽ được kéo bằng một động cơ riêng biệt.

### Hệ thống kích thích xoay chiều
(hệ thống không tiếp xúc, hệ thống không chổi than) 

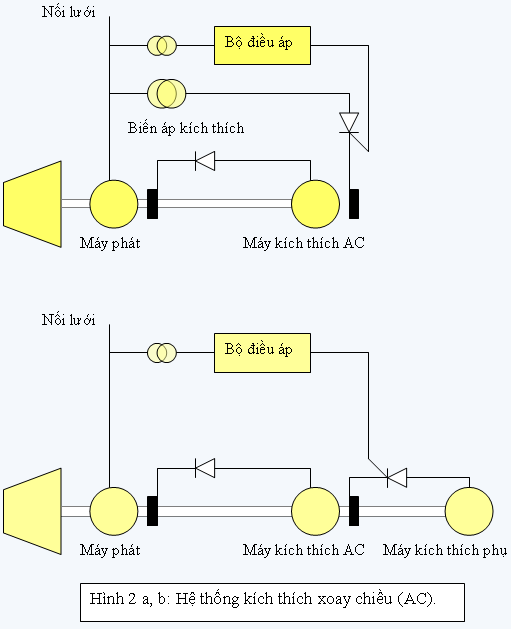

Ở đây muốn nói đến mạch kích từ kết hợp giữa một máy phát đồng bộ và hệ thống chỉnh lưu.
Máy phát đồng bộ dùng để kích từ gọi là máy kích thích xoay chiều, bao gồm một máy phát điện đồng bộ có phần ứng là phần tĩnh (stator), phần cảm là phần quay (rotor), kết hợp với bộ chỉnh lưu quay lắp đặt ngay trên trục.
Do đó, dòng điện kích từ sẽ đi trực tiếp từ phần ứng của máy kích từ, qua bộ chỉnh lưu, vào thẳng Rotor, mà không qua bất kỳ mối tiếp xúc của vòng nhận điện với chổi than nào.
Do đó, hệ thống này thường được gọi là hệ thống kích từ không chổi than.

### Hệ thống kích từ tĩnh
Hệ thống này nói đến loại máy kích từ có sử dụng phối hợp biến áp để kích từ và bộ chỉnh lưu.
Đối với loại máy kích thích có sử dụng Thyristor cho mạch chỉnh lưu gọi là hệ thống kích thích thyristor.

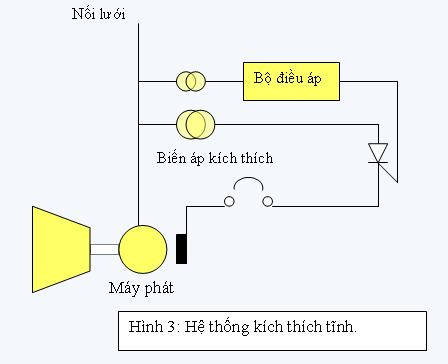

## Bộ điều chỉnh điện áp tự động
Bộ điều chỉnh điện áp tự động có các nhiệm vụ sau:
- Điều chỉnh điện áp máy phát điện.
- Giới hạn tỷ số điện áp / tần số.
- Điều chỉnh công suất vô công máy phát điện.
- Bù trừ điện áp suy giảm trên đường dây.
- Tạo độ suy giảm điện áp theo công suất vô công, đề cân bằng sự phân phối công suất vô công giữa các máy với nhau trong hệ thống khi máy vận hành nối lưới.
- Khống chế dòng điện kháng do thiếu kích thích, nhằm tạo sự ổn định cho hệ thống, khi máy nối lưới.
- Cường hành kích thích khi có sự cố trên lưới

### Điều chỉnh điện áp của máy phát điện
Bộ điều chỉnh điện thế tự động luôn luôn theo dõi điện áp đầu ra của máy phát điện, và so sánh nó với một điện áp tham chiếu. Nó phải đưa ra những mệnh lệnh để tăng giảm dòng điện kích thích sao cho sai số giữa điện áp đo được và điện áp tham chiếu là nhỏ nhất.
Muốn thay đổi điện áp của máy phát điện, người ta chỉ cần thay đổi điện áp tham chiếu này.

### Giới hạn tỷ số điện áp / tần số
Khi khởi động một tổ máy, lúc tốc độ quay của Rotor còn thấp, tần số phát ra sẽ thấp. Khi đó, bộ điều chỉnh điện áp tự động sẽ có khuynh hướng tăng dòng kích thích lên sao cho đủ điện áp đầu ra. Điều này dẫn đến quá kích thích: cuộn dây rotor sẽ bị quá nhiệt, các thiết bị nối vào đầu cực máy phát như biến thế chính, máy biến áp tự dùng... sẽ bị quá kích thích, bão hòa từ, và quá nhiệt.
Bộ điều chỉnh điện áp tự động cũng phải luôn theo dõi tỷ số này để điều chỉnh dòng kích thích cho phù hợp, mặc dù điện áp máy phát chưa đạt đến điện áp tham chiếu.

### Điều khiển công suất vô công của máy phát điện
Khi máy phát chưa phát điện vào lưới, việc thay đổi dòng điện kích từ chỉ thay đổi điện áp đầu cực máy phát. Quan hệ giữa điện áp máy phát đối với dòng điện kích từ được biểu diễn bằng 1 đường cong, gọi là đặc tuyến không tải.
Tuy nhiên đối với máy phát công suất nhỏ hoặc không tham gia điều tần, điều áp thì khi máy phát điện được nối vào một lưới có công suất rất lớn so với máy phát, việc tăng giảm dòng kích thích hầu như không làm thay đổi điện áp lưới. Tác dụng của bộ điều áp khi đó không còn là điều khiển điện áp máy phát nữa, mà là điều khiển dòng công suất phản kháng (còn gọi là công suất vô công, công suất ảo) của máy phát(khi tăng điện áp kích từ máy phát thì điện áp đầu cực máy phát có thay đổi nhưng điện áp lưới không thay đổi)
Khi dòng kích thích tăng, công suất vô công tăng. Khi dòng kích thích giảm, công suất vô công giảm. Dòng kích thích giảm đến một mức độ nào đó, công suất vô công của máy sẽ giảm xuống 0, và sẽ tăng lại theo chiều ngược lại (chiều âm), nếu dòng kích thích tiếp tục giảm thêm.
Điều này dẫn đến nếu hệ thống điều khiển điện áp của máy phát quá nhạy, có thể dẫn đến sự thay đổi rất lớn công suất vô công của máy phát khi điện áp lưới dao động.
Do đó, bộ điều khiển điện áp tự động, ngoài việc theo dõi và điều khiển điện áp, còn phải theo dõi và điều khiển dòng điện vô công. Thực chất của việc điều khiển này là điều khiển dòng kích thích khi công suất vô công và điện áp lưới có sự thay đổi, sao cho mối liên hệ giữa điện áp máy phát, điện áp lưới và công suất vô công phải là mối liên hệ hợp lý.

### Bù trừ điện áp suy giảm trên đường dây
Khi máy phát điện vận hành độc lập, hoặc nối vào lưới bằng 1 trở kháng lớn. Khi tăng tải, sẽ gây ra sụt áp trên đường dây.  Sụt áp này làm cho điện áp tại hộ tiêu thụ bị giảm theo độ tăng tải, làm giảm chất lượng điện năng.
Muốn giảm bớt tác hại này của hệ thống, bộ điều áp phải dự đoán được khả năng sụt giảm của đường dây, và tạo ra điện áp bù trừ cho độ sụt giảm đó. Tác động bù này giúp cho điện đáp tại một điểm nào đó, giữa máy phát và hộ tiêu thụ sẽ được ổn định theo tải. Điện áp tại hộ tiêu thụ sẽ giảm đôi chút so với tải, trong khi điện áp tại đầu cực máy phát sẽ tăng đôi chút so với tải.
Để có được tác động này, người ta đưa thêm 1 tín hiệu dòng điện vào trong mạch đo lường. Dòng điện của 1 pha (thường là pha B) từ thứ cấp của biến dòng đo lường sẽ được chảy qua một mạch điện R và L, tạo ra các sụt áp tương ứng với sụt áp trên R và L của đường dây từ máy phát đến điểm mà ta muốn giữ ổn định điện áp.
Điện áp này được cộng thêm vào (hoặc trừ bớt đi) với điện áp đầu cực máy phát đã đo lường được.
Bộ điều áp tự động sẽ căn cừ vào điện áp tổng hợp này mà điều chỉnh dòng kích từ, sao cho điện áp tổng hợp nói trên là không đổi.
Nếu các cực tính của biến dòng đo lường và biến điện áp đo lường được nối sao cho chúng trừ bớt lẫn nhau, ta sẽ có:
Ump – Imp (r + jx) = const.
Như vậy chiều đấu nối này làm cho điện áp máy phát sẽ tăng nhẹ khi tăng tải. Độ tăng tương đối được tính trên tỷ số giữa độ tăng phần trăm của điện áp máy phát khi dòng điện tăng từ 0 đến dòng định mức.
Thí dụ khi dòng điện máy phát =0, thì điện áp máy phát là 100%. Khi dòng điện máy phát = dòng định mức, điện áp máy phát là 104% điện áp định mức.
Vậy độ tăng tương đối là + 4%. Độ tăng này còn gọi là độ bù (compensation).
Độ bù của bộ điều áp càng cao, thì điểm ổn định điện áp càng xa máy phát và càng gần tải hơn.

### Phân phối hợp lý công suất vô công giữa các máy
Đây chính là Bù trừ điện áp suy giảm trên đường dây'Chữ đậm', tuy nhiên có bù âm và bù dương. Việc bù này dựa trên nguyên lý cân bằng điện áp tại nút hệ thống điện !